# Afrikai istenek és mitológiai alakok listája
Ez egy lista afrikai istenekről és szellemekről, ezek többnyire a hagyományos afrikai vallásokból származnak. Ezenkívül kiemelkedő mitikus alakok, köztük hősök és legendás lények is szerepelhetnek itt.

## Akan vallás
- Abu-Mehszu
- Amokye
- Ananszi
- Asase Ya
- Boszomtve
- Ntikuma
- Katarviri
- Kvasze Benefo
- Kveku Tsin
- Nyame
- Ovuo
- Tanó
- Abam Kofi

## Alur
- Jok Odudu

## Bambara
- Bemba
- Csivara
- Duga
- Faro
- Kontron
- Muso Koroni
- Ndomadyiri
- Ninimini
- Sanen
- Suruku
- Teliko

## Baganda
- Katonda
- Ggulu
- Kibuka
- Kitaka
- Kivanuka
- Mukasza
- Musisi
- Nambi
- Varumbe
- Vanema
- Vanga

## Bahumono
- Ovazi

## Csaga
- Ruva (Ruwa)

## Boloki
- Libanza
- Njambe

## Dahomeyi mitológia
- Kor
- Ayaba
- Da
- Gbadu
- Gleti
- Gu
- Liza
- Loko
- Mavu (Mawu),
- Nana Buluku
- Szalosteles
- Szakpata
- Xevioso
- Zinsi
- Zinsu

## Dinkavallás
- Abuk
- Aiwel
- Deng
- Kejok
- Nhialic

## Efik
- Abasszi
- Atai

## Feng
- Mebege
- Nzame

## Fulbe
- Bá-Vamnde
- Bâgoumâvel
- Bocoonde
- Buytoorin
- Celi
- Dandi
- Dumunna
- Foroforondu
- Ga
- Gorko-mawɗo
- Guéno
- Haɓɓana-koel
- Hammadi
- Kaidara
- Kiikala
- Koumbaszara
- Koumen
- Lewru
- Naagara
- Naange
- Ndurbeele
- Neɗɗo
- Neɗɗo-mawɗo
- Njeddo Dewal
- Főnévfayiri
- Rongo
- Silé Sadio
- Sitti
- Tongo
- Tooke
- Tyanaba

## Kikuju
- Ngai

## Hausza
- Bayajida
- Gizo

## Igbóvallás
- Aha Njoku
- Ala
- Amadioha
- Agvu
- Anyanvu
- Csukvu
- Ekvenszu
- Ikenga
- Nmuo Mmiri vagy Nne Mmiri.
- Ogbunabali

## Idzsó
- Ozidi
- Voyengi

## Joruba vallás
- Agandzsu
- Aja
- Babalu Aye
- Eshu
- Erinle
- Elegua
- Ibedzsi
- Nana
- Oba
- Obatala
- Ogun
- Oko
- Olokun
- Olorun
- Osanyin
- Oshun
- Oshosi
- Oshumare
- Ori
- Orunmila
- Oya
- Shango
- Yemoja
- Osun

## Kissi
- Kuino

## Koikoi
- Gaunab
- Heitsi-eibib
- Tsui'goab

## Kongói vallás
- Bunzi
- Csicamassichinuinji
- Dinganga
- Funza
- Funzi
- Kalunga
- Kimbazi
- Kuitikuiti
- Lubangala
- Lusiemo
- Lusunzi
- Makanga
- Ma Kiela
- Mamba Muntu
- Mbantilanda
- Mbenza
- Mboze
- Mbumba
- Moni-Mambu
- Mpulu Bunzi
- Ngonda
- Ntangu
- Na Ngutu
- Nzambici
- Nzambi a Mpungu
- Nzazi
- Nzumbi
- Simbi bia Maza

## Kracsi
- Ogboinba
- Ovuo
- Vulbari

## Khosza
- uThixó
- Kamata
- Hlakanya
- Amagkirha
- Tikolosze

## Lotukó
- Ajok

## Lugbara
- Adroa
- Adroanzi

## Lunda
- Damballa

## Maszáj
- Neiterkob
- Ngai

## Mbundu
- A Nap és a Hold lánya
- A Hold Istennője
- A Nap Istene
- Kalunga-Ngombé lányai
- Kabundungulu
- Kalunga-Ngombé
- Kimanaueze
- Kishi
- kianda
- Musisi
- Sudika-Mbambi

## Núbiai
- Ameszemi
- Ámon
- Apedemak
- Irihemesznefer
- Dedun
- Mandulisz
- Mehit
- Menhit
- Szebiumeker

## Nuer
- Kvoth

## Nyanga
- Jana (Yana)
- Kahindo
- Kasiyembe
- Katee
- Kentse
- Kiruka
- Kitundukutu
- Kubikubi
- Mbura
- Mitandi
- Mpaca
- Mukiti
- Muisza
- Musoka
- Mveri
- Mvindo
- Nkuba
- Ntumba
- Nyamurairi
- Ongo

## Oromó
- Váká (Waaqa vagy Waaq)

## Pigmeus
- Arebati
- Konvoum

## Sona
- Muszikavanhu
- Nyadenga
- Nyami Nyami

## Szavar
- Dzsengu

## Szan
- Kágn (ǀKaggen, ǀKágge̥n)
- Kágára (ǂKá̦gára, ǂKáʻgára)
- ǃXu (más formában ǃXu꞉ba, ǃXo vagy ǃXo꞉ba)

## Szerer
- Ruog
- Koox
- Kopé Tiatie Cac
- Kokh Kox
- Takhár

## Szomáliai
- Váká (waːkʼa), vagy waaq

## Szongáj
- Dongo
- Faran Baru Koda
- Faran Maka Bote
- Fono
- Harakoy Dikko
- Iriköj
- Kyirey
- Manda Hausakoy
- Moussza Gname
- Moussza Nyavri
- Nana Miriam
- N'Debbi
- Nyaberi
- Zaberi

## Szotó
- Modimó
- Ditaolán

## Tumbuka
- Csíuta

## Venda
- Huveane
- Taru

## Zulu
- Hlakanya
- Inkoszazana
- Mbaba Mwana Varesza
- Unkulunkulu
- Umvelinkangi (Umvelinqangi)
- Unkáma
- Tikolose
- Vane (wane), a figyelmeztető isten

## Fordítás
Ez a szócikk részben vagy egészben  a   List of African deities and mythological figures című angol Wikipédia-szócikk ezen változatának fordításán alapul.  Az eredeti cikk szerkesztőit annak laptörténete sorolja fel. Ez a jelzés csupán a megfogalmazás eredetét és a szerzői jogokat jelzi, nem szolgál a cikkben szereplő információk forrásmegjelöléseként.